# Мальвито
Мальвито (итал. Malvito) — коммуна в Италии, располагается в регионе Калабрия, подчиняется административному центру Козенца.
Население составляет 2072 человека, плотность населения составляет 56 чел./км². Занимает площадь 37 км². Почтовый индекс — 87010. Телефонный код — 0984.
Покровителем населённого пункта считается архангел Михаил. Праздник ежегодно празднуется 29 сентября.